# Scontri armeno-azeri del 2014
Il 2014 ha evidenziato una recrudescenza negli scontri armeno-azeri con una particolare intensità nei mesi di gennaio e di agosto allorché, lungo la linea di demarcazione tra Nagorno Karabakh e Azerbaigian e lungo il confine tra questo e l'Armenia, si registrano attività belliche che vanno oltre le consuete azioni di cecchinaggio. Non mancano nel corso dell'anno situazioni di particolare criticità che acuiscono ancor di più la tensione fra le parti in più di un'occasione sul punto di riaccendere la guerra per il controllo della regione del Nagorno Karabakh.

## Antefatto
L'incontro a Vienna, il 19 novembre 2013, tra i presidenti di Armenia (Serž Sargsyan) ed Azerbaigian (Ilham Aliyev) dopo quasi due anni di incomunicabilità determinata dagli Scontri al confine armeno-azero nel 2012 e dall'affare Ramil Safarov, aveva aperto le speranze a una ripresa dei negoziati di pace ed era stato salutato con favore da tutti gli osservatori internazionali e dal Gruppo di Minsk dell'Osce che aveva patrocinato il meeting austriaco.
Nonostante l'ottimismo, tuttavia, la tensione lungo la linea di contatto tra l'Azerbaigian, l'Armenia ed il Nagorno Karabakh rimaneva alta con continue violazioni del cessate-il-fuoco.
Il 14 dicembre il ministero della Difesa dell'Armenia denuncia l'uccisione di un suo soldato lungo il confine settentrionale (regione di Tavush) proprio mentre i mediatori Osce si trovano in visita in Azerbaigian. Il 22 dicembre due soldati dell'Esercito di difesa del Nagorno Karabakh vengono leggermente feriti da cecchini nemici.

## Incidenti di gennaio
Secondo quanto riportano fonti armene, nella notte del 20 gennaio alcuni gruppi di soldati azeri avrebbero tentato una sortita simultanea da almeno un paio di punti della linea di demarcazione: il villaggio di Jraberd (Regione di Martakert) e quello di Korand (Regione di Martowni). Il 21 le agenzie di stampa danno la notizia di un giovane soldato armeno, Aram Hovhannesyan, rimasto ucciso nell'incursione nel territorio del Nagorno Karabakh e riferiscono che l'azione nemica sarebbe stata respinta con gravi perdite per il nemico. In seguito emergono dettagli che parlano di otto morti e due dozzine di feriti nelle file azere.
Sulle agenzie di stampa dell'Azerbaigian vengono riportate le morti di soldati azeri in data 23 e 27 gennaio. Nel frattempo fonti armene (confermate da fonti azere) segnalano il ferimento di una ragazza residente nel villaggio armeno di Aygepar. Il 29 gennaio viene denunciata la morte di un altro soldato armeno nel settore nord orientale del confine tra Azerbaigian e Nagorno Karabakh.

## La vicenda dei sabotatori azeri
La tensione fra le parti ritornata a crescere tra maggio e giugno allorché si segnalano diversi caduti soprattutto di parte armena, si innalza se possibile ancor di più nel mese di luglio. Tre azeri (Shahbaz Guliyev, Dilgham Asgarov e Hasan Hasanov) vengono catturati mentre si trovano in territorio del Nagorno Karabakh, nella regione di Shahoumian. Hasanov cade nello scontro a fuoco durante la cattura l'undici luglio (il suo corpo sarà restituito alle autorità azere il 2 ottobre). Secondo l'accusa i tre si sarebbero introdotti nel territorio armeno con l'intenzione di compiere attività di spionaggio e atti di sabotaggio. Durante i loro spostamenti si sarebbero imbattuti nel diciassettenne Smbat Tsakanian e lo avrebbero eliminato perché non desse l'allarme riguardo alla loro presenza. Nello scontro a fuoco per la loro cattura anche un ufficiale armeno (Seyran Ohanyan) perse la vita e una civile rimase ferita. Un processo presso la corte di Stepanakert ha preso avvio a novembre; in una delle udienze un soldato armeno che era stato per circa un anno in prigionia in Azerbaigian (Hakob Injighulyan) ha riconosciuto uno degli imputati come uno dei suoi sequestratori durante la detenzione. Il processo si è concluso il 29 dicembre 2014 con la condanna di Gulyev a ventidue anni di prigione e di Askerov all'ergastolo.

## Incidenti di agosto
All'inizio di agosto, lungo il confine tra Nagorno Karabakh e Azerbaigian si hanno altri gravi incidenti che lasciano presagire a molti osservatori l'inizio di un'attività bellica su più larga scala e richiamano l'attenzione delle organizzazioni internazionali e delle diplomazie dei paesi del Gruppo di Minsk in un difficile lavoro di raffreddamento della tensione.
Secondo fonti di informazione, dopo tre giorni di scontri a fuoco a partire dal primo agosto, risultano caduti dodici soldati azeri (otto il primo agosto e quattro il giorno successivo) mentre il ministero della Difesa del Nagorno Karabakh ammette la perdita di un proprio soldato.
La parte azera denuncia che "gruppi di sabotatori armeni" avrebbero condotto operazioni nella zona di Ağdam-Tərtər, mentre la parte armena accusa l'Azerbaigian di aver tentato un'incursione nel territorio del Nagorno Karabakh, conferma di aver respinto con successo tale attività ed eleva il numero delle proprie vittime a tre. Al 6 agosto il numero totale di caduti raggiunge quota diciotto. Lo stesso giorno, su iniziativa russa, i presidenti di Armenia e Azerbaigian accettano di incontrarsi a breve a Soči. Il meeting presidenziale si tiene il giorno dieci e, anche per le forti pressioni internazionali, si attenua la tensione lungo la linea di confine.

## Il caso Petrosyan
La conflittualità fra le parti è peraltro acuita dalla vicenda del giovane Petrosyan. Il 7 agosto Karen Petrosyan, un armeno proveniente dal villaggio di Chinari e affetto da disturbi mentali, vaga in stato confusionale nella zona intorno al suo villaggio (che è prossimo alla linea di confine tra Armenia e Azerbaigian) e si ritrova, diversi chilometri più avanti, nel villaggio azero di Ağbulaq. Qui chiede a una anziana del posto del tè. Viene consegnato alle autorità militari. Fonti azere hanno sostenuto che Petrosyan faceva parte di un commando di cinque sabotatori armeni che si era infiltrato in territorio azero e che gli altri quattro componenti erano stati uccisi, circostanza questa smentita dalle autorità armene. Le immagini rilasciate dalle autorità azere mostrano Petrosyan vestito con tuta mimetica e circondato da uomini dei servizi speciali azeri, con il volto coperto, mentre un video girato da uno dei residenti del villaggio al momento dell'arrivo dell'armeno lo inquadrava vestito di abiti civili. L'Azerbaigian comunica due giorni più tardi la morte di Petrosyan per un "attacco di cuore"; il suo corpo viene riconsegnato all'Armenia circa due mesi più tardi. La vicenda preoccupa la comunità internazionale anche alla luce della crescente tensione fra le parti.

## Abbattimento elicottero armeno
Il 12 novembre un elicottero armeno Mil Mi-24 viene abbattuto, nei pressi di Aghdam, da un missile terra-aria sparato da una postazione azera. Il velivolo, unitamente ad altro mezzo che lo precedeva, era in volo di addestramento nell'ambito di manovre congiunte Armenia- Nagorno Karabakh. L'abbattimento viene giustificato dalle autorità azere come una necessaria difesa in quanto l'elicottero stava minacciando la linea difensiva azera. Ma un video, postato in rete proprio da uno dei soldati della postazione azera dalla quale è partito il colpo (soldato peraltro punito dai suoi superiori per tale video), mostra che i due apparecchi volavano lontani dalle linee nemiche e in traiettoria parallela al confine. Il mezzo cade nella terra di nessuno fra le linee armene e azere; a bordo tre membri di equipaggio che muoiono nello schianto e nell'incendio sviluppatosi. Solo dieci giorni più tardi le forze di sicurezza armene riescono a recuperare i corpi dai resti dell'apparecchio che rimaneva sotto il tiro nemico. L'abbattimento dell'elicottero armeno è il primo caso del genere dalla firma del cessate-il-fuoco del 1994. (Accordo di Biškek).
Secondo esperti dei servizi di informazione armeni, l'abbattimento di questo elicottero era stato pianificato da giorni.
L'equipaggio dell'elicottero era composto dal maggiore Serghey Sahakyan, dal tenente maggiore Sargis Nazaryan, e dal tenente Azat Sahakyan, insigniti di un riconoscimento al valore il 22 novembre dal Presidente della Repubblica del Nagorno Karabakh Bako Sahakyan.